# Lo schiavista
Lo schiavista (The Sellout) è un romanzo dello scrittore statunitense Paul Beatty, pubblicato per la prima volta nel 2015.

## Trama
Ambientato a Los Angeles, il romanzo segue la storia di un uomo che coltiva angurie e marijuana. Il narratore, noto con il soprannome di "Bonbon Me", cerca di reintrodurre la segregazione razziale negli Stati Uniti e comincia con il possedere uno schiavo a Dickens, il suo quartiere di Los Angeles. Il caso arriva alla Corte Suprema con il nome "Me Vs. The United States of America".

## Accoglienza
Il romanzo è stato accolto positivamente dalla critica britannica e statunitense, che ne ha lodato il contenuto satirico. The Guardian ha definito Beatty il più divertente degli scrittori statunitensi. Tuttavia, lo scrittore ha espresso sorpresa quando il suo romanzo è stato definito comico, specialmente dato che secondo lui questa etichetta ha ostacolato un'analisi più approfondita delle tematiche trattate nel suo romanzo.
Il romanzo è valso a Beatty il Man Booker Prize e il National Book Critics Circle Award. Beatty è diventato così il primo scrittore statunitense a vincere il Man Booker Prize.

## Edizioni
- Paul Beatty, Lo schiavista, Fazi Editore, 2016,  p. 370, ISBN 978-8876259418.